# Eduardo de Guzmán
Eduardo de Guzmán Espinosa (Villada, província de Palència, 1908 - Madrid, 1991) fou un periodista i escriptor anarcosindicalista espanyol.
Aviat va deixar clar que la seva vocació era el periodisme, encara que també es va guanyar la vida com a escriptor sense cap problema i amb molt prestigi, com així ho va demostrar en rebre el Premi Internacional de la Premsa, en 1975, pel seu llibre El año de la victoria.
Va ser redactor en cap del diari madrileny La Tierra, per al qual va realitzar el famós reportatge sobre els fets de Casas Viejas. En 1935 va passar a la redacció de La Libertad fins a començaments de la guerra i també de Front Llibertari. En 1937 va estar en la direcció de Castilla Libre. L'1 d'abril de 1939 va ser capturat a Alacant i va passar al camp de concentració d'aquesta mateixa ciutat i després a la presó de Yeserías. En 1940 el van condemnar a mort però va ser indultat en 1941, i recuperà la llibertat el 1948.
Va ser també membre del Comitè Nacional de la CNT, del qual també formaven part Manuel Amil Barciá, Gregorio Gallego García, Celedonio Pérez Bernardo, Francisco Bajo Bueno, Aquilino Padilla, Hilario Gil, Cecilio Rodríguez, José Expósito Leiva, Pedro Ameijeiras Blanco, Francisco Royano Fernández, Ildefonso Nieto Castañedo i Manuel Fernández. En 1951 va ser acusat d'espionatge i internat un any a Oviedo. En 1965 va ser vinculat a l'assumpte del cincpuntisme —acords entre antics militants de la CNT i el Sindicat Vertical franquista.
Durant vint anys va viure de traduccions, reportatges, contes, guions de cinema, novel·les policíaques i unes 400 westerns, que publicava amb els pseudònims Eddie Thorny i Edward Goodman, encara que això no el va lliurar de les ires repressives del govern. Des de 1969 va treballar a l'Agencia Mexicana de Noticias i va col·laborar en publicacions de gran prestigi com Índice, Tiempo de Historia i Triunfo.
Se'l va rehabilitar com a periodista en 1978. A partir d'aquest moment va incrementar l'activitat com a escriptor i conferenciant, i prosseguí en la militància llibertària.

## Obres més destacades
- La segunda república fue así
- España entre las dictaduras y la democracia
- Aurora de sangre: vida y muerte de Hildegart, duta al cinema per Fernando Fernán Gómez (1977), com a Mi hija Hildegart.
- El año de la victoria
- Nosotros los asesinos
- La muerte de la esperanza

## Premis
- Premi Internacional de Premsa per El año de la victoria, concedit a París al llibre polític més interessant publicat en 1974. Editat per El Garaje Ediciones Arxivat 2010-02-08 a Wayback Machine. en 2009
- Premi Libertad de Expresión, en 1982 a València.